# خون کائن
خون کائن (انگلیسی: Khon Kaen) شرکت صنایع غذایی تایلندی است، که در سال ۱۹۴۵ تأسیس شد.